# Глазенап, Пётр Владимирович
Пётр Влади́мирович фон Глазена́п (2 марта 1882, Гжатск — 27 мая 1951, Мюнхен) — русский военный деятель немецкого происхождения, служивший в Русской императорской, Добровольческой и Северо-Западной армиях. Генерал-лейтенант (1919). Первопоходник, Ставропольский военный губернатор (ВСЮР; 1918—1919), после отставки Н. Н. Юденича — главнокомандующий Северо-Западной армией (ноябрь 1919 — январь 1920). 

## Биография
Дворянин из русско-немецкого рода Глазенапов, первоначально померанского происхождения, сын офицера. По вероисповеданию — лютеранин.

### В Императорской армии
Окончил 1-й Московский кадетский корпус (1901) и Николаевское кавалерийское училище (1903), откуда был выпущен корнетом в 13-й драгунский Военного Ордена полк.
- 1909 — Переведен в гвардейский запасной кавалерийский полк
- 1910 — Штаб-ротмистр.
- 1911—1913 — Офицерская кавалерийская школа
- 1914—1915 — Командир полка Офицерской кавалерийской школы, участвовал в Первой мировой войне
- 1915—1917 — Ротмистр, командир партизанского отряда 4-й отдельной кавалерийской бригады
- Апрель 1917 — Полковник.
- Март-ноябрь 1917 — Командир ударного отряда 43-го армейского корпуса. Награжден Георгиевским крестом Временного правительства для офицеров 4-й степени с лавровой ветвью.

За то, что в бою 21 августа 1917 года у церкви Святого Николая, командуя отрядом, проявлял храбрость, под сильным и действительным огнем неприятеля. Руководя отрядом, лично присутствовал во время боя на важном пункте, причем действия эти послужили успехом и предотвратили поражение. В бою же 30, 31 августа и 1 сентября 1917 года, неоднократно, под сильным огнем противника, командуя конным эскадроном, отдавая точные и ясные приказания, помог выполнить их с полным успехом.
Не смотря на то, что его Партизанский Отряд состоял не из казаков, а регулярных частей, Петра Владимировича называли "Атаманом", что даже отражено на знаке его отряда. Само описание знака приводит в своей рукописи "Партизаны Глазенапа" Ковалевский В.Г. , как и описание униформы Отряда.

### Участие в Белом движении
- Зима 1917/1918 годов — С частью своего отряда присоединился к Добровольческой армии в Новочеркасске.
- Декабрь 1917 — март 1918 — Командир конного отряда в Первом Кубанском походе.
- 25 марта — июнь 1918 — Командир 1-го конного («конно-партизанского») полка, овладел казацкими станицами Егорлыцкой, Мечетинской, Качалинской.
- Июнь-июль 1918 — Командир Кубанской отдельной бригады.
- Июль 1918 — июнь 1919 — Военный губернатор Ставропольской губернии.
- 20 октября 1918 — Генерал-майор.
- По решению генерала Деникина и адмирала Колчака направлен в Северо-Западную армию генерала Юденича
- 7 октября 1919 — Прибыл в Нарву.
- 18 октября 1919 — Назначен командующим войсками и генерал-губернатором в зоне военных действий Северо-Западной армии. По его инициативе в Гатчине начала выходить ежедневная газета «Приневский край», первым редактором которой стал А. И. Куприн[1].
- 7-28 ноября 1919 — Генерал-губернатор Северо-Западной области (Псков)
- 24 ноября 1919 — Генерал-лейтенант.
- 28 ноября 1919 — 21 января 1920 — Командующий Северо-Западной армией (после отставки Юденича) до её роспуска.

### В эмиграции
- 24 февраля 1920 — Вместе с генералом Юденичем выехал в Ригу.
- Апрель 1920 — Прибыл в Лондон.
- До августа 1920 в Польше командовал 3-й Русской армией, формировавшейся Б. В. Савинковым для совместных действий с белополяками.
- 1921 — Пытался создать в Венгрии антисоветскую «Полицейскую армию» из бывших солдат и офицеров Австро-Венгерской армии.
- 1922 — Варшава.
- Во время Второй мировой войны переехал в Германию.
- 1946 — Создал в американской зоне оккупации Германии «Союз Андреевского Флага» — одну из монархических организаций, провозглашавшую себя наследником Русского освободительного движения генерала А. А. Власова. Девиз союза: «За Веру и Верность России».
- Был последним хранителем остатков Петроградской серебряной кассы (казны).

Скончался 27 мая 1951 года в Мюнхене.

## Семья
- 1-я жена — Анна Хрисанфовна Глазенап.
- 2-я жена — с 1921 года — Мария Станиславовна Борх. Оставила мемуары, опубликованные на немецком языке[2].
- Дочь — Татьяна (от второго брака; 1925—1951).

## Награды
- Медаль «В память 300-летия царствования дома Романовых» (1913)
- Орден Святого Станислава 3-й степени (ВП 10.03.1907; мечи и бант к ордену — ВП 21.06.1916)
- Орден Святой Анны 3-й степени (ВП 10.08.1911;  мечи и бант к ордену — ВП 6.08.1916)
- Орден Святого Владимира 4-й степени с мечами и бантом (ВП 10.01.1915)
- Орден Святой Анны 4-й степени (ВП 13.03.1915)
- Орден Святого Станислава 2-й степени с мечами (ВП 23.07.1916)
- Орден Святой Анны 2-й степени с мечами (ВП 4.11.1916)
- Георгиевский крест Временного правительства для офицеров 4-й ст. с лавровой ветвью (№ 981653)
- Знак Ледяного похода (1918)
- Орден Святого Владимира 3-й степени с мечами (Северо-Западная армия генерала Н. Н. Юденича; 22.10.1919)